# 四年霊組こわいもの係
『四年霊組こわいもの係』（よねんれいくみこわいものがかり）は、床丸迷人による児童文学作品。挿絵は浜弓場双。
第1回角川つばさ文庫小説賞において大賞を受賞した作品で、後継の『五年霊組こわいもの係』をはじめに『こわいもの係』としてシリーズ化している。

## あらすじ
あさひ小では4年1組女子の4番の子が「こわいもの係」になる決まりがある。始業式の日、友花は1コ上の麗子先輩に呼びだされ「四年霊組」に案内される。

## 登場人物
豊川友花
本作の主人公。あさひ小4年1組女子の4番で今年のこわいもの係を務める。考えるよりもまずはやってみる方。
花ちゃん
あさひ小に住み着いた座敷童。見た目はトイレの花子さんである。霊組メンバーの一員である。
鏡子さん
あさひ小北校舎の家庭科室の大鏡にやどった鏡の精霊。霊組メンバーの一員である。
ドクパン
理科室にあるガイコツ模型。後に霊組メンバーの一員になる。
三木麗子
5年3組。昨年のこわいもの係を努める。成績優秀でピアノも得意なお嬢様。
櫛田彩音
友花の親友。さっぱりした性格。
日野陽介
友花の幼馴染み。スポーツマンで、クラスの人気者。
柳田優香
6年1組。一昨年のこわいもの係。女子バレー部（あさひフェニックス）のキャプテンで、生徒会長を務める。

## 既刊
すべて角川つばさ文庫(KADOKAWA)刊。
1. 『四年霊組こわいもの係』 2013年9月12日初版発行 ISBN 978-4-04-631343-0